# John Spencer, 5. Earl Spencer

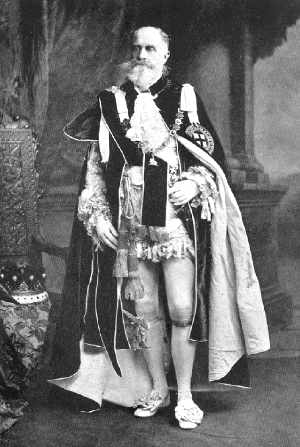
John Spencer, 5. Earl Spencer

John Poyntz Spencer, 5. Earl Spencer KG PC (* 27. Oktober 1835 in London; † 13. August 1910 in Althorp) war ein britischer liberaler Politiker.

## Leben
Spencer war Sohn von Frederick Spencer, 4. Earl Spencer. Er besuchte von 1848 bis 1854 die Harrow School, sowie anschließend das Trinity College der University of Cambridge, wo er 1857 seinen Master erhielt. 1857 wurde er für den Wahlkreis South Northamptonshire in das House of Commons gewählt, wechselte aber im Dezember in das House of Lords, da er nach dem Tod seines Vaters den Titel Earl Spencer erbte. Am 8. Juli 1858 heiratete er Charlotte Seymour. Die Ehe blieb jedoch kinderlos.
Von 1868 bis 1874 war Spencer Lord Lieutenant of Ireland. Dieses Amt hatte er ein zweites Mal von 1882 bis 1885 inne. In diese zweite Amtszeit fallen auch die Phoenix-Park-Morde. Des Weiteren war er 1880 bis 1883 sowie im Jahr 1886 Lord President of the Council. Das Amt des Ersten Lords der Admiralität hatte er 1892 bis 1895 inne.
Nachdem Spencer am 13. August 1910 verstarb, ohne einen männlichen Erben zu hinterlassen, ging der Titel Earl Spencer auf seinen Halbbruder Charles über.